# Perles (Berne)
Cet article concerne une commune du canton de Berne. Pour l'ancienne commune française homonyme, voir Perles (Aisne).
Perles, appelée Pieterlen en allemand, est une commune suisse du canton de Berne, située dans l'arrondissement administratif de Bienne.
La préceptrice Maria Margaretha von Wildermeth y a habité au 19e siècle.

Photo aérienne prise à 400 m par Walter Mittelholzer (1925)

## Transports
- Sur la ligne ferroviaire Bienne-Soleure-Zurich
- Sur la ligne ferroviaire Bienne-Moutier-Bâle